# Camballin
Camballin is een plaats gelegen in de regio Kimberley in West-Australië.

## Geschiedenis
In 1951 werd in Sydney het bedrijf 'Northern Developments' opgericht, met als doel rijst te produceren in de regio Kimberley. In 1955 werd op een oppervlakte van 32 hectare een goede oogst behaald. Rijstproductie bleek mogelijk als water voorhanden was. De overheid kwam met het bedrijf overeen een irrigatieproject aan de rivier de Fitzroy uit te voeren, waarna 3.360 megaliter water kon geleverd worden. In 1957 verdriedubbelde de waterhoeveelheid door de aanleg van een dam in de Uralla Creek.
In 1959 werd het dorp Camballin gesticht als ondersteuning voor het 'Liveringa Rice Project' van 'Northern Developments'. Het bedrijf vernoemde het dorp naar een nabijgelegen pastoraal station.
Een zware overstroming in 1983 maakte een eind aan het irrigatieproject.

## Ligging
Camballin maakt deel uit van het lokale bestuursgebied (LGA) Shire of Derby-West Kimberley waarvan Derby de hoofdplaats is. Het ligt nabij de Great Northern Highway en de rivier de Fitzroy, 2.400 kilometer ten noordnoordoosten van de West-Australische hoofdstad Perth, 200 kilometer ten westen van Fitzroy Crossing en 90 kilometer ten zuidoosten van Derby.
Nabij Camballin ligt een startbaan: Camballin Airport (ICAO: YCBL).

## Bevolking
In 2021 telde Camballin 500 inwoners, tegenover 702 in 2006. Meer dan 80 % van de bevolking is van inheemse afkomst. Een deel van de bevolking leeft in de nabijgelegen Looma en New Looma Aboriginesgemeenschappen. In het dorp leven mensen die in de 'Looma Aboriginal Community' werken.